# Richard Madden
Richard Madden (sinh ngày 18 tháng 6 năm 1986) là một diễn viên người Scotland. Anh có vai diễn đầu tiên khi mới 11 tuổi và bắt đầu sự nghiệp màn ảnh vào năm 2000. Anh bắt đầu diễn kịch khi còn là sinh viên tại Nhạc viện Hoàng gia Scotland. Năm 2007, anh đóng vai Romeo trong vở kịch Romeo và Juliet ở nhà hát Shakespeare's Globe. Anh tiếp tục đóng vai Romeo ở nhà hát West End vào năm 2016. Madden bắt đầu thu hút sự chú ý với vai Robb Stark trong loạt phim truyền hình Trò chơi vương quyền từ năm 2011 đến năm 2013.
Madden đóng vai Hoàng tử Kit trong bộ phim Lọ Lem (2015) và chủ ngân hàng người Ý Cosimo de' Medici trong mùa 1 của loạt phim viễn tưởng lịch sử Medici (2016). Năm 2018, anh đoạt Giải Quả cầu vàng nhờ vai diễn Trung sĩ sảnh sát David Budd trong loạt phim Anh Bodyguard. Năm 2019, Madden vừa xuất hiện trên danh sách Time 100, vừa đóng vai quản lý âm nhạc John Reid trong bộ phim tiểu sử Người hỏa tiễn và Trung úy Blake trong bộ phim chiến tranh 1917. Anh đóng vai Ikaris trong bộ phim siêu anh hùng Chủng tộc bất tử (2021) và vai điệp viên Mason Kane trong loạt phim hành động Citadel (2023–hiện tại).

## Cuộc sống và sự nghiệp

### Bắt đầu sự nghiệp (1986–2010)
Madden sinh ngày 18 tháng 6 năm 1986 tại Elderslie, ngoại ô thành phố Glasgow. Anh có hai chị gái. Mẹ anh là giáo viên tiểu học, bố anh làm lính cứu hỏa. Khi 11 tuổi, Madden tham gia Nhà hát Thanh niên PACE và có vai diễn đầu tiên là Andy thời trẻ trong bộ phim Complicity, được phát hành vào năm 2000. Đây là bộ phim chuyển thể từ tiểu thuyết cùng tên của Iain Banks. Sau đó, anh đóng vai chính Sebastian trong loạt phim truyền hình trẻ em Barmy Aunt Boomerang, được phát sóng từ năm 1999 đến năm 2000. Madden thừa nhận cảm thấy nhút nhát và tự ti về cơ thể khi còn nhỏ và bị bắt nạt, nhất là ở trường trung học vì vai diễn trong Complicity.
Madden học tại Trường trung học Castlehead và tốt nghiệp Nhạc viện Hoàng gia Scotland vào năm 2007. Khi còn là sinh viên, anh làm việc với The Arches và Công ty Glasgow Repertory và tham gia vở kịch Tom Fool của Franz Xaver Kroetz tại Nhà hát Citizens. Sau khi nhận được những đánh giá tích cực, vở kịch Tom Fool được chuyển đến Luân Đôn và diễn xuất của Madden thu hút sự chú ý của một nhóm từ Nhà hát Shakespeare's Globe. Vào năm cuối đại học, anh đóng vai Romeo trong vở kịch Romeo và Juliet tại Nhà hát Globe ở Luân Đôn và tham gia chuyến lưu diễn vở kịch vào mùa hè năm 2007. Susan Elkin của tờ báo The Stage đánh giá diễn xuất của Madden trong vai Romeo "đích thực là của một người Glasgow" và "gần như trẻ con".
Từ tháng 12 năm 2007 đến tháng 2 năm 2008, Madden đóng vai Callum McGregor trong vở kịch Noughts & Crosses của Malorie Blackman do Công ty Hoàng gia Shakespeare sản xuất. Năm 2009, anh đóng vai Mark McNulty trong vở kịch Be Near Me của Nhà hát Quốc gia Scotland. Benedict Nightingale của tờ báo The Times đánh giá tác phẩm này là "bản chuyển thể khéo léo" từ tiểu thuyết cùng tên của Andrew O'Hagan. Những nhà phê bình của The Daily Telegraph và The Observer khen diễn xuất của Madden. Trong cùng năm, anh đóng vai chính Dean McKenzie trong loạt phim hài kịch-chính kịch Hope Springs. Năm 2010, Madden đóng vai Ripley trong bộ phim Chatroom và ca sĩ Kirk Brandon của nhóm nhạc Theatre of Hate trong bộ phim Worried About the Boy.

### Đột phá (2011–2018)

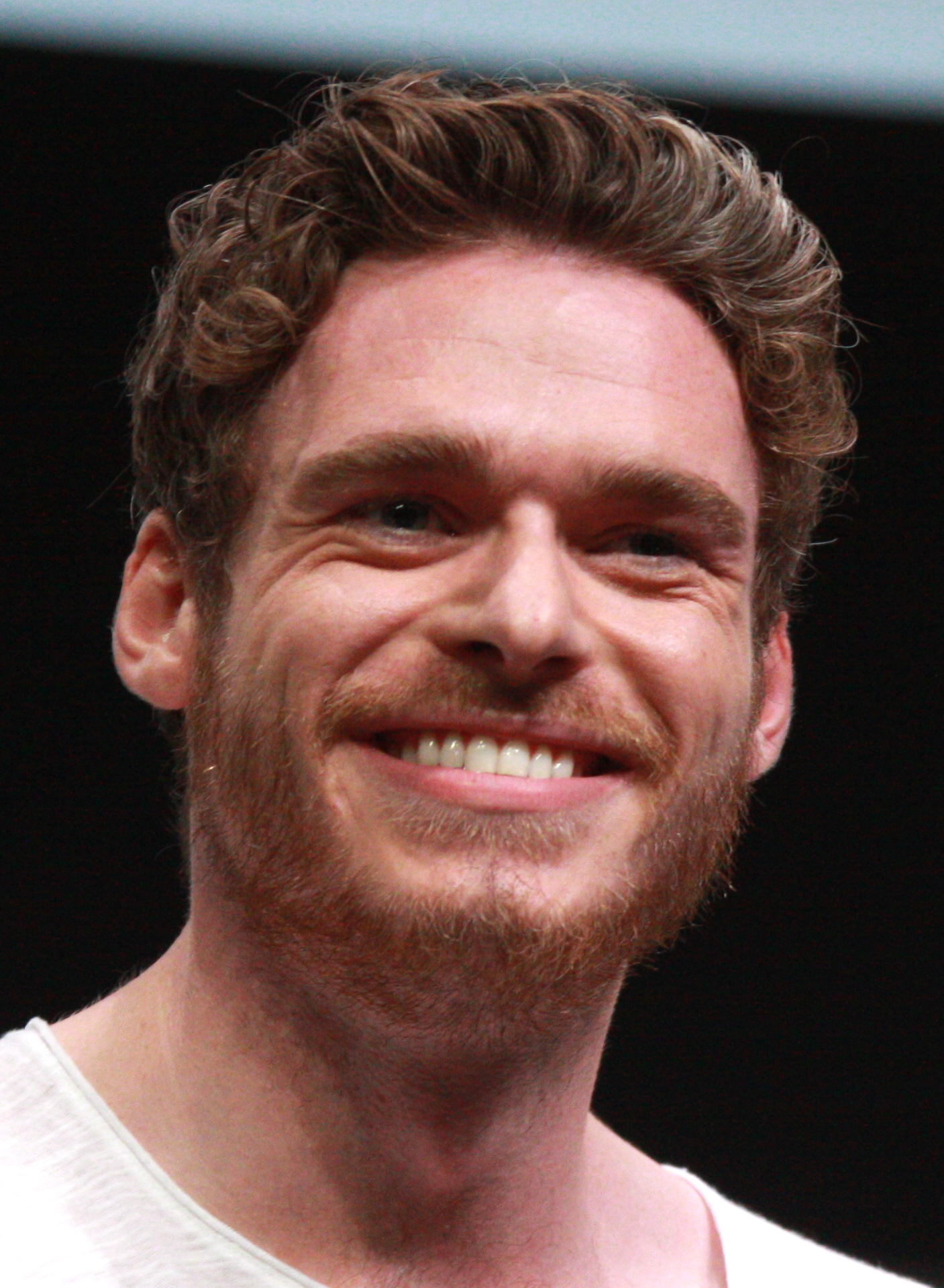
Madden tại San Diego Comic-Con năm 2013

Từ năm 2011 đến năm 2013, Madden thu hút sự chú ý với vai Robb Stark trong loạt phim truyền hình giả tưởng Trò chơi vương quyền. Dàn diễn viên loạt phim được đề cử Giải Nghiệp đoàn diễn viên màn ảnh cho dàn diễn viên phim truyền hình dài tập xuất sắc nhất vào năm 2011 và năm 2013. Madden thừa nhận thiếu tiền trả tiền thuê nhà và thậm chí tính chuyển về nhà bố mẹ trước khi được chọn vào vai.  Trong thời gian này, anh cũng tham gia loạt phim hài kịch Sirens và loạt phim truyền hình Birdsong. Năm 2014, Madden trở thành thành viên Nghiệp đoàn Diễn viên Màn ảnh với vai diễn Bill Haskell trong bộ phim truyền hình ngắn tập Klondike.
Năm 2015, Madden đóng vai Hoàng tử Kit trong bộ phim Lọ Lem, một tác phẩm người đóng chuyển thể từ bộ phim hoạt hình Cinderella. Lọ Lem thu về hơn 542 triệu đô la Mỹ và được giới phê bình đánh giá cao. Năm 2016, Madden đóng vai Romeo trong vở kịch Romeo và Juliet do West End sản xuất tại Nhà hát Garrick, tái hợp với bạn diễn Lọ Lem Lily James và đạo diễn Kenneth Branagh. Michael Billington của tờ báo The Guardian khen diễn xuất của Madden, nhưng Matt Trueman của tạp chí Variety phê bình đọc thoại của anh là "nhạt nhẽo và cứng nhắc". Madden rút khỏi vở kịch sau khi bị thương mắt cá chân.
Năm 2016, Madden đóng vai móc túi người Mỹ trong bộ phim Bastille Day và chủ ngân hàng người Ý Cosimo de' Medici trong mùa 1 của loạt phim truyền hình Ý-Anh Medici. Năm 2017, anh xuất hiện trong tập 1 của Electric Dreams, một loạt phim tuyển tập dựa trên các tác phẩm của nhà văn Philip K. Dick. Alex Mullane của trang web Digital Spy đánh giá cao diễn xuất của Madden trong loạt phim. Năm 2018, Madden đóng vai DJ trong bộ phim hài lãng mạn Ibiza. Lucy Jones của tờ báo The Daily Telegraph khen Madden là "một diễn viên chính lãng mạn tuyệt vời và thuyết phục" trong Ibiza.
Năm 2018, Madden đóng vai Trung sĩ cảnh sát David Budd, một cựu binh Lục quân Anh mắc chứng hậu chấn tâm lý trong loạt phim Anh Bodyguard. Để chuẩn bị cho vai diễn, anh tham khảo trải nghiêm của các quân nhân đã trải qua hậu chấn tâm lý. Diễn xuất của Madden được giới phê bình đánh giá cao. Tim Goodman của tạp chí The Hollywood Reporter đánh giá rằng Madden thực hiện vai diễn một cách tự tin và Sophie Gilbert của tạp chí The Atlantic nhận xét rằng Madden truyền tải thành công "bản năng tuyệt vời, cái đầu lạnh và tâm lý phức tạp" của Budd. Tập cuối của Bodyguard là tập phim truyền hình được xem nhiều nhất tại Anh. Tháng 10 năm 2018, Netflix phát hành loạt phim trên toàn thế giới. Năm 2019, Madden được trao Giải Quả cầu vàng cho Nam diễn viên chính phim truyền hình dài tập chính kịch xuất sắc nhất nhờ vai diễn.

### Thành công điện ảnh (2019–hiện tại)
Năm 2019, Madden đóng vai quản lý âm nhạc John Reid trong Người hỏa tiễn, một bộ phim tiểu sử về Elton John, và Trung uý Joseph Blake trong bộ phim chiến tranh 1917 của Sam Mendes. Cả hai bộ phim đều được giới phê bình đánh giá cao và thành công về doanh thu phòng vé. Từ tháng 12 năm 2020 đến tháng 1 năm 2021, anh lồng tiếng một người sống sót trên một con tàu vũ trụ trở về sau 35 năm trong loạt podcast khoa học viễn tưởng From Now. Năm 2021, Madden đóng vai Ikaris trong bộ phim siêu anh hùng Chủng tộc bất tử của Vũ trụ Điện ảnh Marvel do Chloé Zhao đạo diễn. Giới phê bình và khán giả có những đánh giá trái chiều về bộ phim.
Năm 2023, Madden đóng vai vai điệp viên Mason Kane trong loạt phim hành động Citadel. Mùa 1 có kinh phí sản xuất 300 triệu đô la Mỹ, trở thành một trong những loạt phim truyền hình tốn kém nhất. Giới phê bình có những đánh giá trái chiều về loạt phim. Năm 2024, Madden đóng vai chính trong bộ phim chính kịch Killer Heat do Philippe Lacôte đạo diễn.

## Hình ảnh công chúng và đời tư
Madden thường trú ở Luân Đôn và Los Angeles. Anh quen diễn viên Jenna Coleman từ năm 2011 đến năm 2015. Năm 2019, Madden xuất hiện trên danh sách Time 100 của tạp chí Time và được tạp chí GQ trao Giải thưởng Người đàn ông phong cách nhất Hugo Boss. Tháng 7 năm 2019, Madden nhận bằng tiến sĩ danh dự từ Nhạc viện Hoàng gia Scotland.
Trong một cuộc phỏng vấn với tạp chí Vogue Anh, Madden bày tỏ niềm tự hào về xuất thân lao động của mình và cho biết anh quan tâm đến sự thiếu cơ hội sáng tạo nghệ thuật cho học sinh thuộc tầng lớp lao động. Trong một cuộc phỏng vấn với tờ báo The New York Times, Madden từ chối trả lời những đồn đoán của báo lá cải về các mối quan hệ và khuynh hướng tình dục của mình.

## Danh sách tác phẩm

### Điện ảnh
| Năm  | Tên gọi          | Vai diễn                  | Ghi chú                   | Tham khảo |
| ---- | ---------------- | ------------------------- | ------------------------- | --------- |
| 2000 | Complicity       | Young Andy                |                           | [ 9 ]     |
| 2010 | Chatroom         | Ripley                    |                           | [ 18 ]    |
| 2011 | Strays           | Elliot                    | Phim ngắn                 | [ 65 ]    |
| 2013 | A Promise        | Friedrich Zeitz           |                           | [ 66 ]    |
| 2015 | Lọ Lem           | Hoàng tử Kit              |                           | [ 67 ]    |
| 2015 | Group B          | Shane Hunter              | Phim ngắn                 | [ 68 ]    |
| 2016 | Bastille Day     | Michael Mason             | Cũng được gọi là The Take | [ 36 ]    |
| 2018 | Ibiza            | Leo West                  |                           | [ 40 ]    |
| 2019 | Người hỏa tiễn   | John Reid                 |                           | [ 5 ]     |
| 2019 | 1917             | Trung úy Joseph Blake     |                           | [ 48 ]    |
| 2021 | Chủng tộc bất tử | Ikaris                    |                           | [ 55 ]    |
| 2024 | Killer Heat      | Leonides / Elias Vardakis |                           | [ 59 ]    |

### Truyền hình
| Năm           | Tên gọi                 | Vai diễn            | Ghi chú                              | Nguồn  |
| ------------- | ----------------------- | ------------------- | ------------------------------------ | ------ |
| 1999–2000     | Barmy Aunt Boomerang    | Sebastian Simpkins  |                                      | [ 11 ] |
| 2002          | Taggart                 | Christie            | Tập: "Watertight"                    | [ 13 ] |
| 2009          | Hope Springs            | Dean McKenzie       |                                      | [ 10 ] |
| 2010          | Worried About the Boy   | Kirk Brandon        | Phim truyền hình                     | [ 19 ] |
| 2011          | Sirens                  | Ashley Greenwick    |                                      | [ 27 ] |
| 2011–2013     | Trò chơi vương quyền    | Robb Stark          |                                      | [ 21 ] |
| 2012          | Birdsong                | Đại úy Michael Weir |                                      | [ 27 ] |
| 2014          | Klondike                | Bill Haskell        |                                      | [ 28 ] |
| 2015          | Lady Chatterley's Lover | Oliver Mellors      | Phim truyền hình                     | [ 69 ] |
| 2016          | Medici                  | Cosimo de' Medici   | Kiêm nhà sản xuất điều hành          | [ 37 ] |
| 2017          | Oasis                   | Peter Leigh         | Tập thí điểm                         | [ 37 ] |
| 2017          | Electric Dreams         | Agent Ross          | Loạt tuyển tập Tập: "The Hood Maker" | [ 38 ] |
| 2018          | Bodyguard               | Trung sĩ David Budd | Nhân vật chính                       | [ 47 ] |
| 2023–hiện tại | Citadel                 | Mason Kane          | Nhân vật chính                       | [ 70 ] |

### Kịch
| Năm       | Tên gọi             | Vai diễn        | Ghi chú                                     | Nguồn         |
| --------- | ------------------- | --------------- | ------------------------------------------- | ------------- |
| 2006–2007 | Tom Fool            | Clair Lizzimore | Nhà hát Citizens; Nhà hát Bush              | [ 71 ] [ 72 ] |
| 2007      | Romeo và Juliet     | Romeo           | Nhà hát Shakespeare's Globe                 | [ 14 ]        |
| 2008      | Noughts and Crosses | Callum McGregor | Công ty Hoàng gia Shakespeare               | [ 16 ]        |
| 2009      | Be Near Me          | Mark McNulty    | Donmar Warehouse; Nhà hát Quốc gia Scotland | [ 73 ]        |
| 2016      | Romeo và Juliet     | Romeo           | Nhà hát Garrick                             | [ 32 ]        |

### Lồng tiếng
| Năm       | Tên gọi                                       | Vai                      | Ghi chú                       | Nguồn         |
| --------- | --------------------------------------------- | ------------------------ | ----------------------------- | ------------- |
| 2010      | Của chuột và người                            | Curley                   | Kịch truyền thanh; lồng tiếng | [ 74 ] [ 75 ] |
| 2013      | Castlevania: Lords of Shadow – Mirror of Fate | Trevor Belmont / Alucard | Trò chơi video; lồng tiếng    | [ 76 ]        |
| 2014      | Castlevania: Lords of Shadow 2                | Alucard                  | Trò chơi video; lồng tiếng    | [ 77 ]        |
| 2015–2016 | Scotland's Home Movies                        | Người tường thuật        | Phim tài liệu; lồng tiếng     | [ 78 ]        |
| 2019      | Harry Birrell Presents Films of Love and War  | Người tường thuật        | Phim tài liệu; lồng tiếng     | [ 79 ]        |
| 2020–2021 | From Now                                      | Edward Fitz              | Loạt podcast; lồng tiếng      | [ 53 ]        |

## Giải thưởng và đề cử
| Năm  | Giải thưởng                           | Hạng mục                                                           | Đề cử                | Kết quả   | Nguồn  |
| ---- | ------------------------------------- | ------------------------------------------------------------------ | -------------------- | --------- | ------ |
| 2012 | Giải Nghiệp đoàn diễn viên màn ảnh    | Dàn diễn viên loạt phim chính kịch xuất sắc nhất                   | Trò chơi vương quyền | Đề cử     | [ 24 ] |
| 2014 | Giải Nghiệp đoàn diễn viên màn ảnh    | Dàn diễn viên loạt phim chính kịch xuất sắc nhất                   | Trò chơi vương quyền | Đề cử     | [ 25 ] |
| 2019 | Giải BAFTA Scotland                   | Nam diễn viên chính truyền hình xuất sắc nhất                      | Bodyguard            | Đề cử     | [ 80 ] |
| 2019 | Giải Critics' Choice Television       | Nam diễn viên loạt phim chính kịch xuất sắc nhất                   | Bodyguard            | Đề cử     | [ 81 ] |
| 2019 | Giải Quả cầu vàng                     | Nam diễn viên loạt phim chính kịch chính truyền hình xuất sắc nhất | Bodyguard            | Đoạt giải | [ 82 ] |
| 2019 | Giải Nữ thần vàng                     | Nam diễn viên chính xuất sắc nhất                                  | Bodyguard            | Đoạt giải | [ 83 ] |
| 2019 | Giải thưởng Truyền hình Quốc gia Anh  | Diễn xuất kịch xuất sắc nhất                                       | Bodyguard            | Đoạt giải | [ 84 ] |
| 2019 | Giải thưởng Truyền hình Quốc tế Seoul | Nam diễn viên chính xuất sắc nhất                                  | Bodyguard            | Đề cử     | [ 85 ] |